# Jembroides inouyei
Jembroides inouyei är en insektsart som beskrevs av Matsumura 1942. Jembroides inouyei ingår i släktet Jembroides och familjen spottstritar. Inga underarter finns listade i Catalogue of Life.